# Alleanza per la Svezia
Alleanza per la Svezia (in svedese: Allians för Sverige, detto anche solamente Alliansen) è stata una coalizione di partiti politici di orientamento conservatore, liberale e cristiano-democratico che si collocano nel centro-destra e fondato in Svezia nel 2004.

## Composizione della coalizione
Dal 2006 la coalizione è maggioranza di governo in Svezia.
Ad essa hanno preso parte:
- Partito Moderato (conservatori liberali) di Fredrik Reinfeldt;
- Partito di Centro (liberali-ruralisti) di Maud Olofsson;
- Partito Popolare Liberale (socioliberali) di Lars Leijonborg;
- Democratici Cristiani (democristiani) di Göran Hägglund.

## Storia
La storia politica svedese è dominata da settant'anni dai partiti di centro-sinistra. Si sono formati governi di centrodestra nei periodi tra il 1976-1982 e 1991-1994.
In previsione delle elezioni legislative del 2006 i quattro leader dei partiti dell'opposizione svedese decidono di incontrarsi per stabilire una linea politica comune. Il summit viene organizzato il 31 agosto del 2004 presso l'abitazione di Maud Olofsson nella città di Högfors. L'incontro si concluse con la firma di un manifesto comune contenente le linee politiche guida con le quali presentarsi alle future elezioni politiche, il nome del manifesto era Alleanza per la Svezia che divenne anche il nome della coalizione. Un anno dopo a Bankeryd venne organizzato un altro congresso, in cui i partiti dell'alleanza firmarono un ulteriore documento d'intesa.

### Elezioni 2006

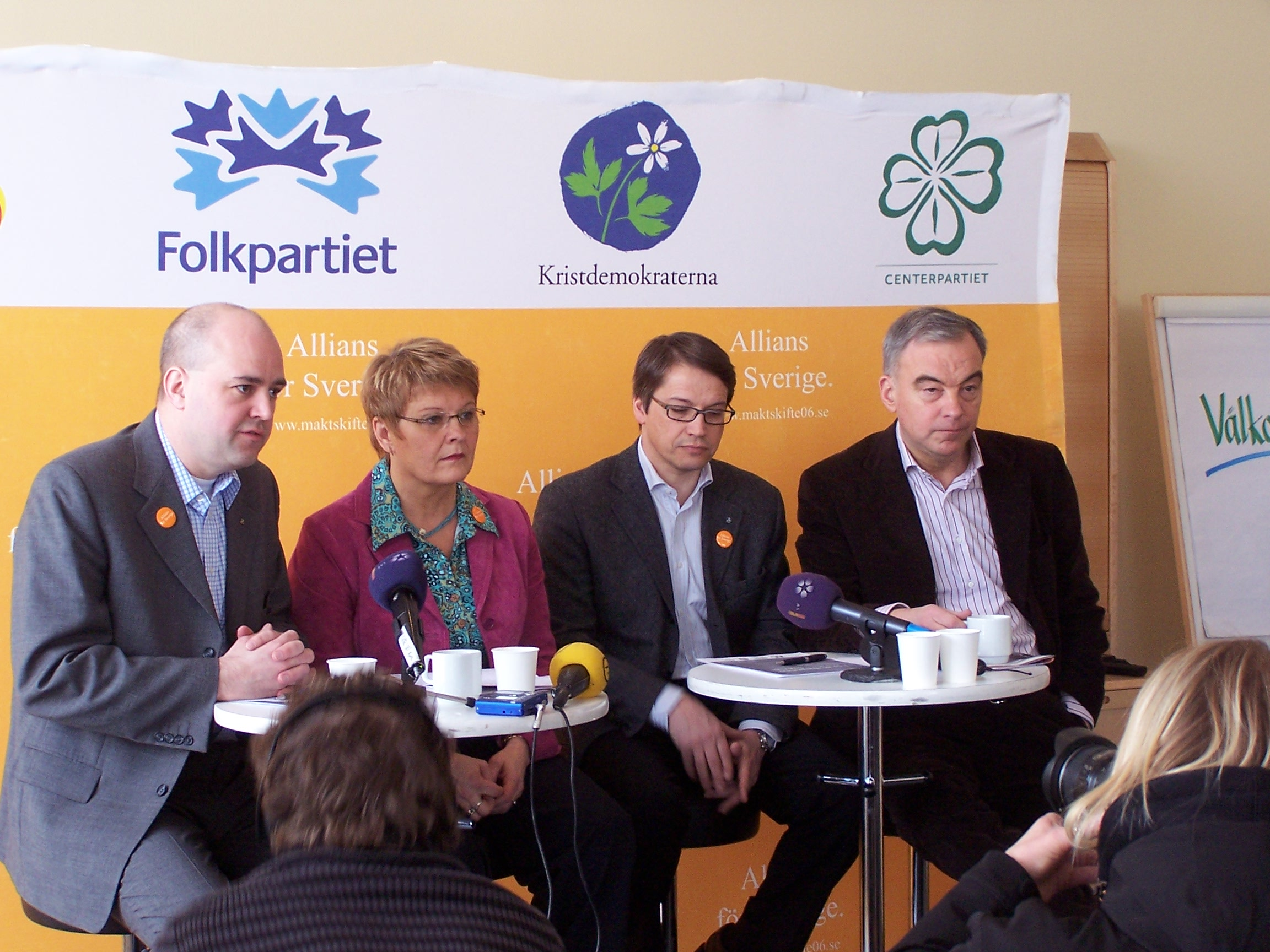
I leader dell'Alleanza per la Svezia, da sinistra a destra: Fredrik Reinfeldt (M), Maud Olofsson (C), Göran Hägglund (KD) e Lars Leijonborg (FP)

Alle elezioni legislative del 2006 l'Alleanza per la Svezia ha conquistato 178 seggi, pari al 51% del totale (349). In termini di voti l'Alleanza ha, invece, nel complesso, ottenuto il 48,2%, contro il 46,1% dei partiti della sinistra (Socialdemocratici, Verdi e Partito della Sinistra). Il nuovo governo è guidato da Fredrik Reinfeldt, leader del Partito Moderato.
I singoli partiti dell'Alleanza hanno ottenuto rispettivamente:
| Liste | Liste                     | Voti      | %     | ± (2002) | Seggi | ± (2002) |
| ----- | ------------------------- | --------- | ----- | -------- | ----- | -------- |
|       | Partito Moderato          | 1.456.014 | 26,23 | +9,1     | 97    | +42      |
|       | Partito di Centro         | 437.389   | 7,88  | +1,7     | 29    | +7       |
|       | Partito Popolare Liberale | 418.395   | 7,54  | -5,8     | 28    | -20      |
|       | Democratici Cristiani     | 365.998   | 6,59  | -2,5     | 24    | -9       |

### Elezioni 2010
Le elezioni legislative del 2010 hanno visto prevalere l'Alleanza per la Svezia e Reinfeldt è stato quindi riconfermato Primo ministro.